# Nicolas Prost
Nicolas Jean Prost (Saint-Chamond, 18 agosto 1981) è un pilota automobilistico francese.

## Carriera
Nonostante si tratti del primogenito del quattro volte Campione del Mondo di Formula 1 Alain Prost, iniziò la sua carriera all'età di 22 anni in Formula Campus. Nicolas era un giocatore di golf, vinse vari tornei mentre frequentava la Columbia University.

### Formula 3
Nel 2006 firmò per la Racing Engineering per correre nella Formula 3 spagnola. Vinse 1 gara e ottenne 6 podi che lo relegarono al 4º posto generale e 1º tra i debuttanti.
Nel 2007, finì 3º nella Formula 3 spagnola con 2 vittorie, 1 pole e 7 podi.

### Formula 3000
Nel 2008 si unì alla Bull Racing e vinse l'Euroseries 3000 al debutto, con 1 vittoria, 2 pole e 7 podi.

### A1 GP
Nella terza stagione di A1 Grand Prix, il 2008, Nicolas fu il rookie del team Francia.
Nella stagione successiva, la quarta, del 2009, Nicolas fu nuovamente un rookie e fu il primo in ogni sessione a loro dedicata. Fu promosso pilota effettivo alla fine della stagione e mostrò di avere il passo per lottare con i primi. Il team rilasciò una dichiarazione a fine stagione in cui confermò che Nicolas avrebbe guidato per l'intera stagione 2010, ma poi la serie fallì.

### 24 ore di Le Mans
Nel 2007, partecipò con il Team Oreca guidando una Saleen S7-R in equipaggio con Laurent Groppi e Jean-Philippe Belloc e concluse 5º nella sua categoria.
Nel 2009, guidò per la prima volta nella categoria LMP1, con il team Speedy Racing Sebah. Guidò decisamente bene, specialmente la domenica mattina, con uno sbalorditivo quadruplo stint che fece passare la sua vettura dall'8º al 5º posto. Sfortunatamente, un problema al cambio costrinse successivamente lui e i suoi compagni a concludere 14º.
Dopo una gara difficile nel 2010, dove nonostante ciò fece segnare il giro più veloce tra tutti i piloti della Rebellion Racing, fu protagonista di una grande gara nel 2011. Nicolas e i suoi compagni Neel Jani e Jeroen Bleekemolen conclusero al 6º posto, 1º tra quelli della sua categoria.
Nell'ottantesima edizione della 24 Ore di Le Mans, la 2012, Prost e il suo team Rebellion Racing ottenne il 4º posto nella categoria LMP1 insieme a Neel Jani e Nick Heidfeld, la loro Lola B12/60 Coupe Toyota coprì un totale di 367 giri del Circuit de la Sarthe. Nicolas guidò nell'ultimo tratto di gara.

### Le Mans Series
Nel 2009 partecipò alla Le Mans Series europea per lo Speedy Racing Team Sebah insieme a Marcel Fässler e Andrea Belicchi. Il trio concluse 5º in campionato. Dal 2010 corre, invece, con la Rebellion Racing, ancora una volta insieme allo svizzero Neel Jani.

### Trofeo Andros
Durante l'inverno 2009-2010, Nicolas partecipò al famoso Trofeo Andros,  che si svolge sul ghiaccio. Nicolas concluse il campionato con 6 vittorie, 5 pole e 18 podi in 21 gare. Successivamente, difese il suo titolo durante l'inverno 2010-2011.
Nel 2011-2012 raggiunse il padre nel team Dacia e fu il migliore dei debuttanti nella main series.

### FIA World Endurance Championship
Nel 2012, corse nel nuovo Campionato del Mondo Endurance FIA, ancora una volta con la Rebellion Racing e alla guida di una Lola B12/60 Toyota di categoria LMP1.

### Formula 1
Nel 2010, guidò per la prima volta una Renault F1 a Magny-Cours e impressionò il team, battendo il diretto avversario per più di due secondi.
Nel 2011, fu aggiunto al programma per giovani piloti e rimase pilota della Lotus Renault F1. Prese parte ad alcune sessioni di test sul rettilineo per il team, oltre a diversi eventi promozionali.
Nel 2012, rimase parte del programma della Lotus e il 4 ottobre 2012 fu annunciato che avrebbe testato la Lotus stessa durante i test per giovani piloti ad Abu Dhabi.
A dicembre 2014 viene nominato collaudatore della Lotus.

### Formula E
Prost partecipa al campionato di Formula E dal campionato 2014-2015 con il team Renault-e.dams. Nell'anno di debutto della categoria conclude sesto in campionato e viene confermato anche per la stagione successiva, che si rivela essere la sua migliore nella categoria, con due vittorie e il terzo posto in classifica generale. Nella stagione 2016-2017 non ottiene risultati di rilievo, a differenza del compagno di squadra, e termina sesto.
Viene confermato nuovamente dal team nella stagione 2017-2018. In questa stagione raccoglie soltanto 8 punti per quella che si rivela essere la sua peggiore stagione nella categoria. Alla fine della stagione Prost lascia la squadra Renault e-dams con cui ha corso quattro stagioni di Formula E.

## Risultati

### Riassunto della carriera
| Stagione  | Campionato                         | Team                    | Gare         | Pole         | Vittorie     | Gpv          | Podi         | Punti        | Pos.         |
| --------- | ---------------------------------- | ----------------------- | ------------ | ------------ | ------------ | ------------ | ------------ | ------------ | ------------ |
| 2005      | Formula Renault francese           | Graff Racing            | 16           | 0            | 0            | 0            | 0            | 43           | 9º           |
| 2005      | Formula Renault Eurocup            | Graff Racing            | 4            | 0            | 0            | 0            | 0            | 0            | N.C.         |
| 2005      | Formula Renault 3.5 Series         | DAMS                    | 2            | 0            | 0            | 0            | 0            | 0            | N.C.         |
| 2005      | Campionato GT francese             | Exagon Engineering      | 4            | 2            | 0            | 1            | 2            | N.C.         | N.C.         |
| 2006      | Formula 3 spagnola                 | Racing Engineering      | 16           | 0            | 1            | 0            | 5            | 83           | 4º           |
| 2007      | Formula 3 spagnola                 | Campos Racing           | 16           | 1            | 2            | 1            | 6            | 102          | 3º           |
| 2007      | 24 Ore di Le Mans                  | Team Oreca (GT1)        | 1            | 0            | 0            | 0            | 0            | N/A          | 5º           |
| 2008      | Euroseries 3000                    | Bull Racing             | 15           | 2            | 1            | 0            | 6            | 60           | 1º           |
| 2008-09   | A1 Grand Prix                      | Francia                 | 8            | 0            | 0            | 0            | 0            | 47           | 5º           |
| 2009      | Le Mans Series                     | Speedy Racing (LMP1)    | 5            | 0            | 0            | 0            | 1            | 14           | 5º           |
| 2009      | 24 ore di Le Mans                  | Speedy Racing (LMP1)    | 1            | 0            | 0            | 0            | 0            | N/A          | 12º          |
| 2009-2010 | Trofeo Andros                      | Team Pilot              | 21           | 5            | 6            | 7            | 18           | 250          | 1º           |
| 2010      | FIA GT1 World Championship         | Matech Competition      | 4            | 0            | 0            | 0            | 0            | 0            | 49º          |
| 2010      | Le Mans Series                     | Rebellion Racing (LMP1) | 5            | 0            | 0            | 0            | 2            | 52           | 5º           |
| 2010      | 24 ore di Le Mans                  | Rebellion Racing (LMP1) | 1            | 0            | 0            | 0            | 0            | N/A          | N.C.         |
| 2010-2011 | Trofeo Andros                      | Team Pilot              | 28           | 8            | 8            | 7            | 23           | 332          | 1º           |
| 2011      | Le Mans Series                     | Rebellion Racing (LMP1) | 5            | 2            | 0            | 1            | 2            | 37           | 3º           |
| 2011      | 24 ore di Le Mans                  | Rebellion Racing (LMP1) | 1            | 0            | 0            | 0            | 0            | N.A.         | 6º           |
| 2011      | Le Mans Cup intercontinentale      | Rebellion Racing (LMP1) | 6            | 0            | 0            | 0            | 0            | N.A.         | N.C.         |
| 2012      | Campionato del Mondo Endurance FIA | Rebellion Racing        | 8            | 0            | 0            | 0            | 1            | 86,5         | 4º           |
| 2012      | 24 Ore di Le Mans                  | Rebellion Racing        | 1            | 0            | 0            | 0            | 0            | N.A.         | 4º           |
| 2013      | Formula 1                          | Lotus F1 Team           | Collaudatore | Collaudatore | Collaudatore | Collaudatore | Collaudatore | Collaudatore | Collaudatore |
| 2013      | Campionato del Mondo Endurance FIA | Rebellion Racing        | 7            | 0            | 0            | 0            | 1            | 60           | 6º           |
| 2013      | 24 Ore di Le Mans                  | Rebellion Racing        | 1            | 0            | 0            | 0            | 0            | N.A.         | 39º          |
| 2014      | Campionato del Mondo Endurance FIA | Rebellion Racing        | 8            | 0            | 0            | 0            | 0            | 64,5         | 10º          |
| 2014      | 24 Ore di Le Mans                  | Rebellion Racing        | 1            | 0            | 0            | 0            | 0            | N.A.         | 4º           |
| 2014–2015 | Formula E                          | e.dams Renault          | 11           | 2            | 1            | 1            | 2            | 88           | 6º           |
| 2015      | Campionato del Mondo Endurance FIA | Rebellion Racing        | 6            | 0            | 0            | 0            | 0            | 14,5         | 14º          |
| 2015      | 24 Ore di Le Mans                  | Rebellion Racing        | 1            | 0            | 0            | 0            | 0            | N/A          | 23rd         |
| 2015      | Stock Car Brasil                   | Prati-Donaduzzi         | 1            | 0            | 0            | 0            | 0            | 0            | NC†          |
| 2015–2016 | Formula E                          | Renault e.dams          | 10           | 1            | 2            | 1            | 3            | 115          | 3º           |
| 2016      | Campionato del Mondo Endurance FIA | Rebellion Racing        | 4            | 0            | 0            | 0            | 0            | 25,5         | 14º          |
| 2016      | 24 Ore di Le Mans                  | Rebellion Racing        | 1            | 0            | 0            | 0            | 0            | N.A.         | 29º          |
| 2016–2017 | Formula E                          | Renault e.dams          | 12           | 0            | 0            | 1            | 0            | 93           | 6º           |
| 2016–2017 | Andros Trophy - Électrique Class   | Rebellion Racing        | 7            | 0            | 0            | 0            | 0            | 178          | 8º           |
| 2017      | Campionato del Mondo Endurance FIA | Vaillante Rebellion     | 8            | 4            | 1            | 0            | 7            | 168          | 3º           |
| 2017      | 24 Ore di Le Mans                  | Vaillante Rebellion     | 1            | 0            | 0            | 0            | 0            | N.A.         | 14º          |
| 2017–2018 | Formula E                          | Renault e.dams          | 12           | 0            | 0            | 0            | 0            | 8            | 19º          |

### Risultati in Formula 3 spagnola
(legenda) (Le gare in grassetto indicano la pole position) (Gare in corsivo indicano Gpv)
| Anno | Team               | 1        | 2        | 3        | 4        | 5         | 6        | 7       | 8       | 9         | 10       | 11       | 12       | 13       | 14         | 15      | 16      | Punti | Pos. |
| ---- | ------------------ | -------- | -------- | -------- | -------- | --------- | -------- | ------- | ------- | --------- | -------- | -------- | -------- | -------- | ---------- | ------- | ------- | ----- | ---- |
| 2006 | Racing Engineering | VAL1 1 4 | VAL1 2 4 | MAG 1 3  | MAG 2 4  | JAR 1 Rit | JAR 2 10 | EST 1 2 | EST 2 9 | ALB 1 Rit | ALB 2 12 | VAL2 1 6 | VAL2 2 3 | JER 1 3  | JER 2 5    | CAT 1   | CAT 2 5 | 83    | 4º   |
| 2007 | Campos F3 Racing   | JAR 1 13 | JAR 2 6  | JER1 1 4 | JER1 2 7 | EST 1 3   | EST 2 5  | ALB 1 4 | ALB 2 4 | MAG 1 6   | MAG 2    | VAL 1 3  | VAL 2 1  | JER2 1 2 | JER2 2 Rit | CAT 1 6 | CAT 2 1 | 102   | 3º   |

### Risultati nella 24 ore di Le Mans
(legenda) (Le gare in grassetto indicano la pole position) (Gare in corsivo indicano Gpv)
| Anno | Team                                | Co-piloti                           | Vettura                  | Categoria | Giri | Pos. | Cat. Pos. |
| ---- | ----------------------------------- | ----------------------------------- | ------------------------ | --------- | ---- | ---- | --------- |
| 2007 | Team Oreca                          | Laurent Groppi Jean-Philippe Belloc | Saleen S7-R              | GT1       | 337  | 10º  | 5º        |
| 2009 | Speedy Racing Team Sebah Automotive | Andrea Belicchi Neel Jani           | Lola B08/60-Aston Martin | LMP1      | 342  | 14º  | 12º       |
| 2010 | Rebellion Racing                    | Neel Jani Marco Andretti            | Lola B10/60-Rebellion    | LMP1      | 175  | Rit  | Rit       |
| 2011 | Rebellion Racing                    | Neel Jani Jeroen Bleekemolen        | Lola B10/60-Toyota       | LMP1      | 338  | 6º   | 6º        |
| 2012 | Rebellion Racing                    | Nick Heidfeld Neel Jani             | Lola B12/60-Toyota       | LMP1      | 367  | 4º   | 4º        |

### Risultati nella Le Mans Series europea
(legenda) (Le gare in grassetto indicano la pole position) (Gare in corsivo indicano Gpv)
| Anno | Team                                | Categoria | Telaio      | Motore                     | Gomme | 1                | 2                   | 3                   | 4                   | 5                | Punti | Pos. |
| ---- | ----------------------------------- | --------- | ----------- | -------------------------- | ----- | ---------------- | ------------------- | ------------------- | ------------------- | ---------------- | ----- | ---- |
| 2009 | Speedy Racing Team Sebah Automotive | LMP1      | Lola B08/60 | Aston Martin 6.0 L V12     | M     | CAT ass:26 cat:7 | SPA ass:10 cat:8    | ALG ass:Rit cat:Rit | NÜR ass:27 cat:6    | SIL ass:2 cat:2  | 14    | 10º  |
| 2010 | Rebellion Racing                    | LMP1      | Lola B10/60 | Rebellion (Judd) 5.5 L V10 | M     | CAS ass:11 cat:7 | SPA ass:Rit cat:Rit | ALG ass:2 cat:2     | HUN ass:8 cat:2     | SIL ass:5 cat:5  | 52    | 7º   |
| 2011 | Rebellion Racing                    | LMP1      | Lola B10/60 | Toyota RV8KLM 3.4 L V8     | M     | CAS ass:7 cat:3  | SPA ass:7 cat:7     | IMO ass:6 cat:6     | SIL ass:Rit cat:Rit | EST ass:20 cat:3 | 37    | 3º   |

### Risultati nell'Intercontinental Le Mans Cup
(legenda) (Le gare in grassetto indicano la pole position) (Gare in corsivo indicano Gpv)
| Anno | Team             | Categoria | Telaio      | Motore                 | Gomme | 1               | 2               | 3               | 4               | 5                   | 6               | 7               |
| ---- | ---------------- | --------- | ----------- | ---------------------- | ----- | --------------- | --------------- | --------------- | --------------- | ------------------- | --------------- | --------------- |
| 2011 | Rebellion Racing | LMP1      | Lola B10/60 | Toyota RV8KLM 3.4 L V8 | M     | SEB ass:7 cat:7 | SPA ass:7 cat:7 | LEM ass:6 cat:6 | IMO ass:6 cat:6 | SIL ass:Rit cat:Rit | PLM ass:5 cat:5 | ZHU ass:4 cat:4 |

### Risultati in Formula E
| Stagione | Squadra        | Vettura               | 1       | 2      | 3      | 4      | 5       | 6      | 7      | 8      | 9      | 10      | 11     | 12      | Punti | Pos |
| -------- | -------------- | --------------------- | ------- | ------ | ------ | ------ | ------- | ------ | ------ | ------ | ------ | ------- | ------ | ------- | ----- | --- |
| 2014-15  | e.dams Renault | Spark-Renault SRT_01E | PEC 12  | PUT 4  | PDE 7  | BNA 2  | MIA 1   | LBH 14 | MON 6  | BER 10 | MOS 8  | LON 7   | LON 10 |         | 88    | 6º  |
| 2015-16  | Renault e.dams | Spark-Renault Z.E. 15 | PEC Rit | PUT 10 | PDE 5  | BNA 5  | MEX 3   | LHB 11 | PAR 4  | BER 4  | LON 1  | LON 1   |        |         | 115   | 3º  |
| 2016-17  | Renault-e.dams | Spark-Renault Z.E. 16 | HKG 4   | MAR 4  | BNA 4  | MEX 5  | MON 9   | PAR 5  | BER 5  | BER 8  | NYC 8  | NYC 6   | MTR 6  | MTR Rit | 93    | 6º  |
| 2017-18  | Renault-e.dams | Spark-Renault Z.E. 17 | HKG 9   | HKG 8  | MAR 13 | SAN 10 | MEX Rit | PDE 15 | ROM 14 | PAR 16 | BER 14 | ZUR Rit | NYC 10 | NYC 11  | 8     | 19º |